# Agostino Lurati
Agostino Lurati (* 1936 in Bioggio) ist ein Schweizer Lokalhistoriker, Forscher und Publizist.

## Leben
Agostino wurde als Sohn des Francesco Egidio Lurati aus Croglio und der Onorina Moccetti geboren. Nach dem Gymnasium in Lugano machte er eine Ausbildung als Kaufmännischer Angestellter, stieg in den Bankensektor ein und arbeitete im Private Banking. Sehr interessiert an historischer Forschungen, setzte er diese Studien nach seiner Pensionierung fort. Er wohnt in Bioggio.

## Schriften (Auswahl)
- Una beata di casa nostra, Beatrice Rusca-Casati, in: Bollettino parrocchiale di Bioggio e Bosco Luganese, 1, 2003.
- Carlo Gerolamo Maria Grossi (1749–1809), 2011.
- Beato Nicolò Rusca (1563–1618), 2013.
- I Rusca di Lugano e Locarno, 2014.
- La pala di Simone Peterzano e l’altare dei SS. Benedetto e Mauro, 2017.
- I conti Sforza, 2018.
- Bioggio: storie testimonianze ricordi, 2018[1].
- I conti Riva e il fidecommesso
- Percorso archeologico coperto
- Il Monastero di Torello e le proprietà di Bioggio
- Chiesa di S. Ilario
- Gli Staffieri
- Avogadri, Ferroni-Avogadri e conti Morosini
- La famiglia Balestra e l’Abate don Serafino
- San Maurizio nuovo
- I conti Rusca di Trivolzio e i nobili Grossi
- San Luigi Gonzaga e la reliquia di Bioggio. Studio nel 450° anniversario dalla nascita (1568–2018), 2018.
- Bioggio, storia religiosa, il passato apre al futuro, 2018
- La Saga dei Grossi, ossia la storia della famiglia, 2018

## Belege
1. ↑  Agostino Lurati: Bioggio. Storie testimonianze ricordi (italienisch) auf rivistadilugano.ch/articoli

| Personendaten    | Personendaten                                     |
| ---------------- | ------------------------------------------------- |
| NAME             | Lurati, Agostino                                  |
| KURZBESCHREIBUNG | Schweizer Lokalhistoriker, Forscher und Publizist |
| GEBURTSDATUM     | 1936                                              |
| GEBURTSORT       | Bioggio                                           |